# هاينز فايس
هاينز فايس (بالألمانية: Heinz Weis)‏ هو منافس ألعاب قوى ألماني، ولد في 14 يوليو 1963 في ترير في ألمانيا.

## وصلات خارجية
- هاينز فايس على موقع الاتحاد الدولي لألعاب القوى (الإنجليزية)
- هاينز فايس على موقع اللجنة الأولمبية الدولية (الإنجليزية)
- هاينز فايس على موقع أوليمبيديا (الإنجليزية)